# Nia Abdallah
Nia Nicole Abdallah (Houston, 24 de enero de 1984) es una deportista estadosunidense que compitió en taekwondo.
Participó en los Juegos Olímpicos de Atenas 2004, obteniendo una medalla de plata en la categoría de –57 kg. En los Juegos Panamericanos de 2003 consiguió una medalla de bronce.
Ganó una medalla de bronce en el Campeonato Mundial de Taekwondo de 2007, y una medalla de plata en el Campeonato Panamericano de Taekwondo de 2006.

## Palmarés internacional
| Juegos Olímpicos        | Juegos Olímpicos                | Juegos Olímpicos  | Juegos Olímpicos |
| Año                     | Lugar                           | Medalla           | Categoría        |
| ----------------------- | ------------------------------- | ----------------- | ---------------- |
| 2004                    | Atenas (Grecia)                 | Medalla de plata  | –57 kg           |
| Campeonato Mundial      |                                 |                   |                  |
| Año                     | Lugar                           | Medalla           | Categoría        |
| 2007                    | Pekín (China)                   | Medalla de bronce | –63 kg           |
| Juegos Panamericanos    |                                 |                   |                  |
| Año                     | Lugar                           | Medalla           | Categoría        |
| 2003                    | Santo Domingo (Rep. Dominicana) | Medalla de bronce | –57 kg           |
| Campeonato Panamericano |                                 |                   |                  |
| Año                     | Lugar                           | Medalla           | Categoría        |
| 2006                    | Buenos Aires (Argentina)        | Medalla de plata  | –63 kg           |